# 钮经义
钮经义（1920年12月26日—1995年12月26日），男，江苏兴化人，中华人民共和国生物化学家。人工合成牛胰岛素的主要负责人之一，中国科学院院士。

## 生平
1953年在美国德州大學奧斯汀分校完成博士论文。1958年中国科学院上海生物化学研究所启动人工合成结晶牛胰岛素研究，由王应睐主持、协调项目，而钮经义领导的“生化所B链组”则负责攻关牛胰岛素B链的拆合问题。1965年，人工全合成牛胰岛素成功，为世界上首次实现人工全合成蛋白质。该成果后来获得了1982年国家自然科学一等奖。
1979年至1984年任中国生物化学会（现名中国生物化学与分子生物学会）理事，期间于1980年当选为中国科学院（生物学部）院士。
1983年，他在人胰岛素原C肽的合成中有新的贡献。

## 荣誉

### 諾貝爾獎候選人
1978年杨振宁向诺奖评委会推荐该项成果。当时国内对这件事大力配合和支持，钱三强亲自决定：推荐纽经义代表中国参加人工全合成研究工作的全体人员申请诺贝尔奖。 1979年，鈕經義被提名為諾貝爾化學獎候選人。